# Tridentiger brevispinis
Tridentiger brevispinis là một loài cá bống thuộc họ cá Oxudercidae, phân bố rộng rãi dọc theo bờ biển Triều Tiên, Nhật Bản, các đảo Kuril. Loài cá này dài tối đa 10 cm.

## Hình ảnh

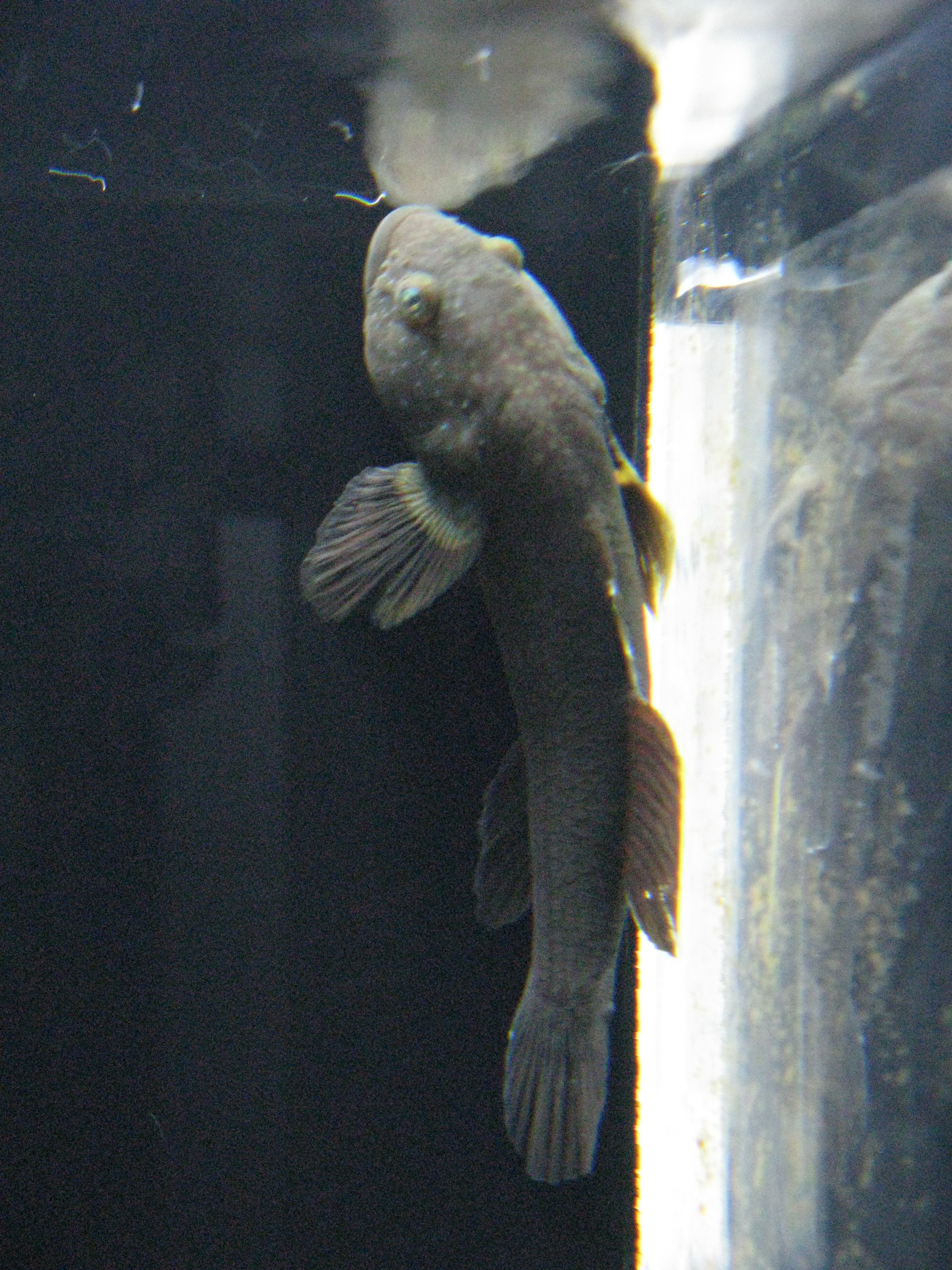